# Crystallicutis
Crystallicutis El-Gharabawy, Leal-Dutra & G.W. Griff. – rodzaj grzybów z rzędu żagwiowców (Polyporales). W Polsce występuje jeden gatunek.

## Systematyka i nazewnictwo
Pozycja w klasyfikacji według Index Fungorum
Irpicaceae, Polyporales, Incertae sedis, Agaricomycetes, Agaricomycotina, Basidiomycota, Fungi.
Gatunki
- Crystallicutis damiettense El-Gharabawy, Leal-Dutra & G.W. Griff. 2021
- Crystallicutis huangshanensis El-Gharabawy, Leal-Dutra & G.W. Griff. 2021[3]
- Crystallicutis rajchenbergii El-Gharabawy, Leal-Dutra & G.W. Griff. 2021
- Crystallicutis serpens (Tode) El-Gharabawy, Leal-Dutra & G.W. Griff. 2021 – tzw. woskowniczek jamkowaty

Nazwy naukowe na podstawie Index Fungorum. Nazwa polska według Władysława Wojewody.